# Les Verts mondiaux
Les Verts mondiaux (en anglais : Global Greens) est un réseau international, fondé en 2001 à Canberra, par des partis verts adhérents de la Charte des Verts mondiaux. Leur attention est surtout tournée vers le réchauffement climatique et le contrôle du nucléaire.

## Partis membres
Fondé en 2001, les Verts mondiaux est un parti politique global de structure flexible, dont les sujets de prédilection sont le climat et le contrôle du nucléaire. 
Les Verts mondiaux rassemblent des partis écologiques de plusieurs pays (dont Groen et Ecolo en Belgique, le Parti vert au Canada et Europe Écologie Les Verts en France) en une alliance qualifiée de non rigide.
Les partis adhérents de ce réseau ont adopté une charte commune.
Cette charte est centrée sur six idées : sagesse environnementale, justice sociale, démocratie participative, non-violence, durabilité et respect de la diversité.

## Charte
Une charte des Verts mondiaux a été signé par 800 délégués des partis Verts de 72 pays au cours d'une première rencontre à Canberra, Australie, en avril 2001,. Les partis et mouvements politiques signataires s'engagent à mettre en œuvre un certain nombre de principes interdépendants, et créent un partenariat mondial pour soutenir leur application. « Un peu plus de la moitié de la charte est consacrée à l'action politique et à la définition des objectifs et des convictions des Verts dans la sphère politique ».
Les six principes sont les suivants :
- La sagesse écologique
- La justice sociale
- La démocratie participative
- La non-violence
- Le développement durable
- Le respect de la diversité